# Ceratogomphus
Ceratogomphus é um gênero de libélula da família Gomphidae.
Este gênero contém as seguintes espécies:
- Ceratogomphus triceraticus

Predefinição:Libélulas